# Rochussen
Rochussen is een Nederlands geslacht waarvan leden sinds 1876 tot de Nederlandse adel behoren en dat in 1928 uitstierf.

## Geschiedenis
De stamreeks begint met Rochus Rochussen die in 1623 poorter werd van Vlissingen. Zijn kleinzoon, Isaac (†1710) werd in 1700 schepen in die stad, net als een zoon en een kleinzoon van die laatste. Bij KB van 5 januari 1876 werd een nazaat verheven in de Nederlandse adel; met een zoon van hem stierf het adellijke geslacht in 1928 uit.

## Enkele telgen

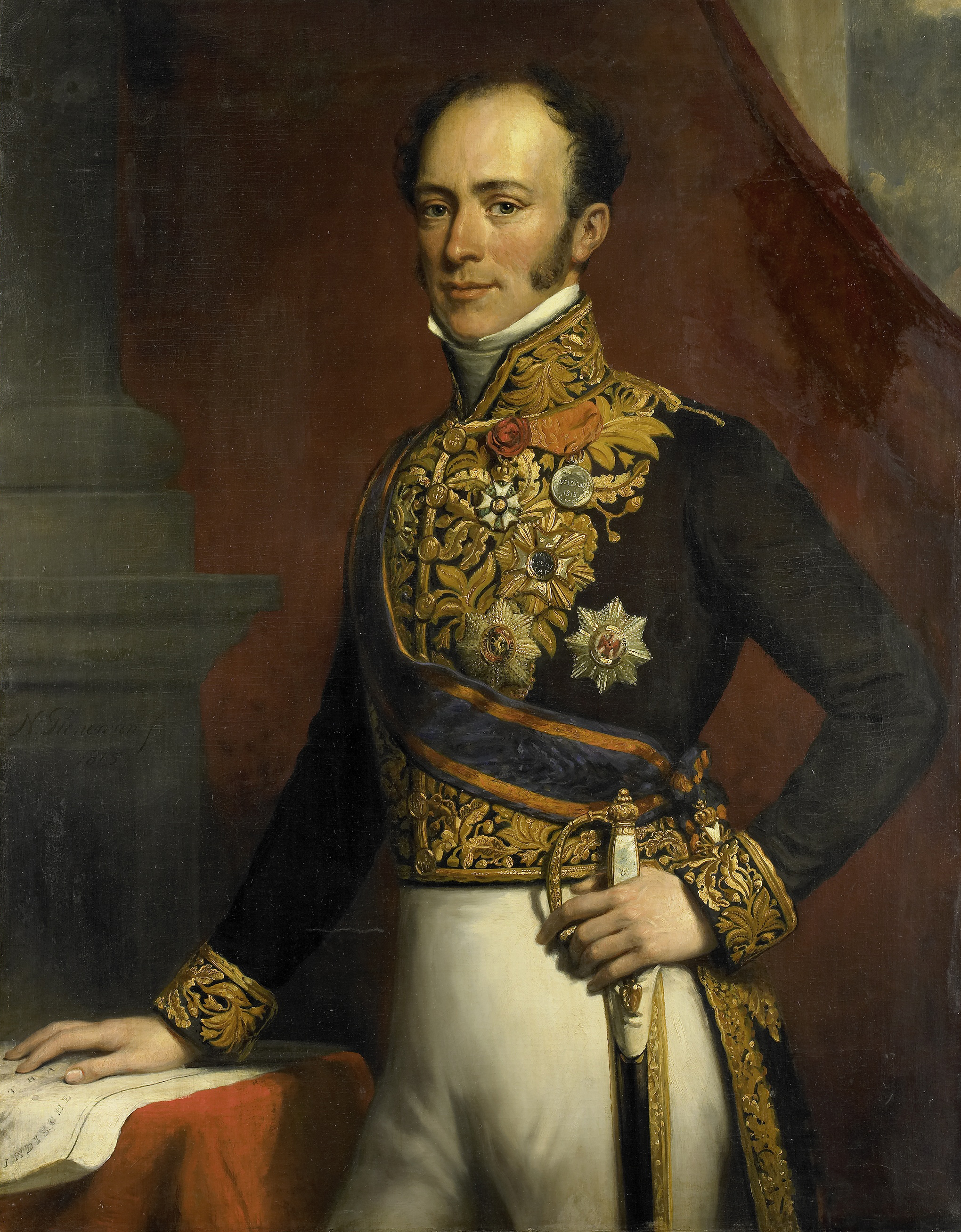
J.J. Rochussen (1797-1871)

Isaac Rochussen (†1710), raad en schepen van Vlissingen
- Isaac Rochussen (1694-1762), schepen en raad van Vlissingen
  - mr. Isaac Jacobus Rochussen (1720-1797), raad en schepen van Vlissingen
    - Jan Rochussen (1759-1818), belastingambtenaar
      - Jan Jacob Rochussen (1797-1871), gouverneur-generaal van Nederlands-Indië, minister van Koloniën en premier
        - jhr. mr. Willem Frederik Rochussen (1832-1912), minister van Buitenlandse Zaken, lid van de Raad van State
          - jhr. mr. Jan Jacob Rochussen (1871-1928), diplomaat, laatste telg van het adellijke geslacht

- De Rotterdamse schilders Henri (1812-1889) en Charles Rochussen (1814-1894) waren zonen van de vermogende en kunstlievende zout- en zeepfabrikant Hendrik Rochussen.